# Getty Thesaurus of Geographic Names
Der Thesaurus of Geographic Names (TGN) ist eine Datenbank von circa 1.000.000 Bezeichnungen für rund 900.000 Orte. Er wird vom Getty Research Institute herausgegeben.
Der Thesaurus deckt die gesamte Welt in aktuellen und historischen sowohl in geophysischen als auch geopolitischen Hierarchien ab. Neben den Bezeichnungen werden Koordinaten, Ortstypen, Ortsbeschreibungen und weitere Informationen gespeichert. Seit 2014 wird der Thesaurus als Linked Open Data bereitgestellt.